# Sacro Monte di Belmonte
Il Sacro Monte di Belmonte è composto di 13 cappelle della Via Crucis che circondano il santuario; è posto sopra un poggio che si erge isolato nel territorio del comune di Valperga nella Città metropolitana di Torino, a quota 727 metri, coperto da una folta vegetazione.
L'area in cui sorge fa parte di una più ampia riserva naturale della Regione Piemonte, amministrata da un suo ente strumentale.

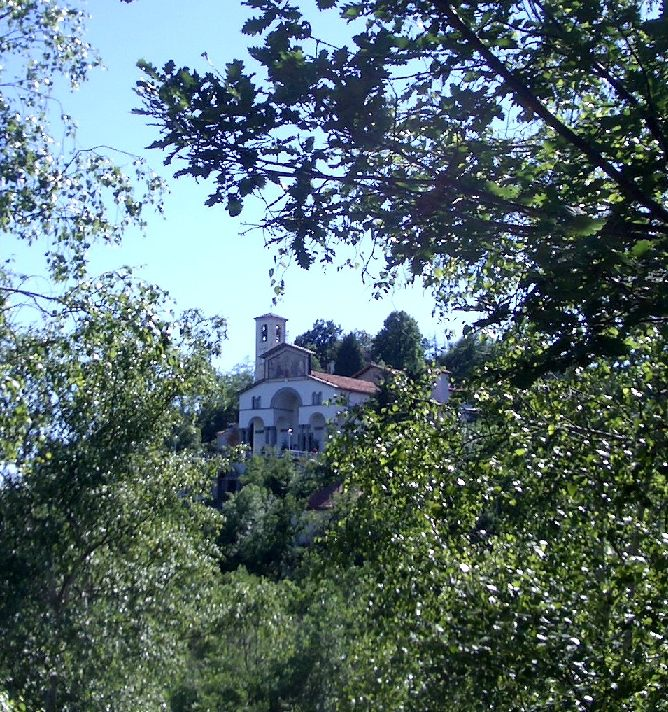
Panorama con veduta del Santuario

## Il sito
Il sito unisce elementi di interesse naturalistico (per la presenza di una qualità non comune di granito di colore rosso, per il patrimonio boschivo e per la suggestione di un grandioso panorama che spazia su larga parte del territorio piemontese) ed elementi di interesse archeologico e storico. 
Sono state infatti rinvenute tracce di un'antica cultura preistorica risalente all'età del bronzo e scavi effettuati negli anni ottanta del XX secolo hanno portato alla luce i resti di un insediamento longobardo fortificato del VII secolo, come provano due umboni di scudo, uno dei quali da parata, un bacile in bronzo, una fibula a forma di croce sormontata da una colomba.

## Storia
Anche se la tradizione vuole che sia stato Arduino d'Ivrea ad ordinarne la costruzione per ringraziare la Vergine di una miracolosa guarigione che egli avrebbe ottenuto in Ivrea nel 1002 quand'era gravemente infermo, in realtà il primo edificio religioso a Belmonte sorse intorno all'anno mille, grazie ad un gruppo di monache benedettine provenienti dal vicino convento di Busano, fondato da Emerico Dro per la figlia Libania, sotto la protezione dell'abbazia di Fruttuaria di San Benigno Canavese, che due secoli dopo ne ottenne la giurisdizione.

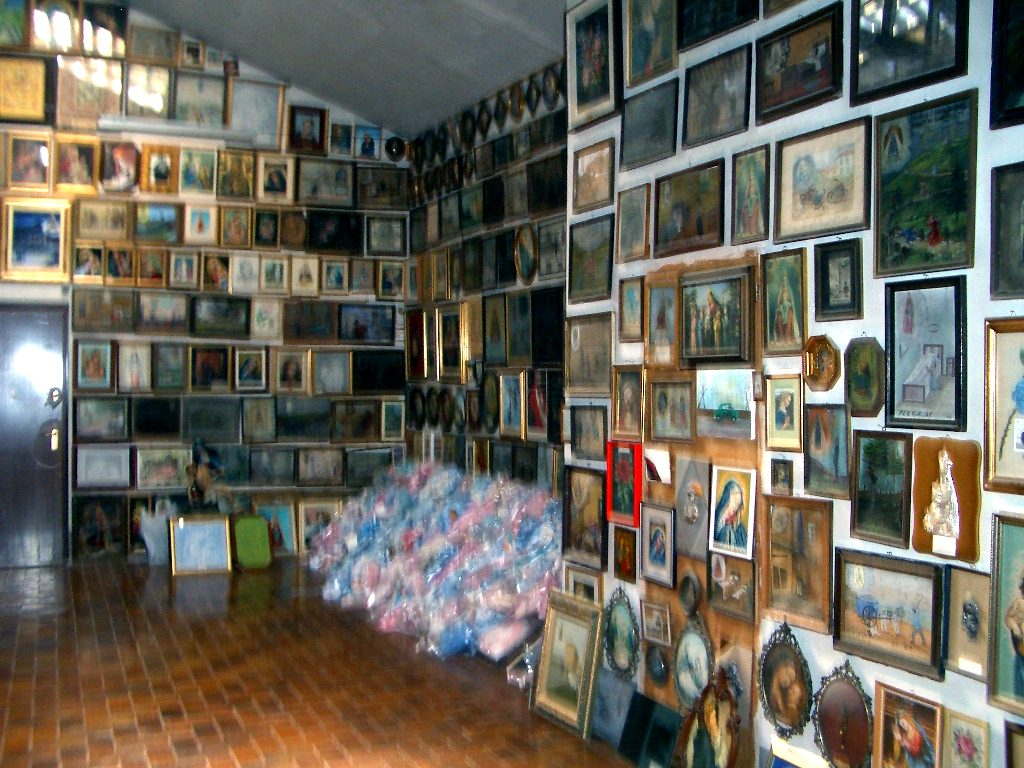
La galleria degli ex voto

Le benedettine vi rimasero sino al 1601, quando, in virtù di disposizioni emanate dopo il Concilio di Trento, venne deciso che i conventi femminili non dovessero essere posti in luoghi romiti. 
Un documento custodito a Valperga narra di un evento miracoloso che sarebbe avvenuto proprio il giorno in cui le suore stavano lasciando il convento per sistemarsi a Cuorgnè, portando con loro la statua della Madonna. Racconta il documento che quando si iniziò a rimuovere la statua calò nella chiesa un buio profondo, mentre il viso della statua venne assalito da un intenso pallore. I molti fedeli (alcuni dei quali sottoscrissero come testimoni il documento in questione) furono presi da grande spavento e pensarono che la Madonna manifestasse prodigiosamente la volontà – subito esaudita - che la statua fosse lasciata in loco.
Alle suore benedettine subentrarono i frati minori di San Francesco che ampliarono progressivamente il Santuario: nel 1620 ricostruendo interamente la chiesa. A partire dal 1712 iniziarono la costruzione del percorso devozionale della Via Crucis con le sue 13 cappelle poste intorno alla sommità del poggio.
La fama delle facoltà miracolose della statua della Vergine crebbe al punto che nel 1788 il Capitolo Vaticano ne riconobbe la virtù soprannaturale.
Costituisce oggi una significativa testimonianza della speciale devozione popolare verso la Madonna di Belmonte la galleria di quadri e di cuori votivi posta a fianco del santuario nei locali ricavati con i lavori di restauro del tetto.
Dopo le traversie del periodo napoleonico, la chiesa fu completamente ristrutturata tra 1873 e il 1876 da C. Reviglio della Veneria, nella sobria eleganza dello stile romanico-lombardo.
Nel 1888 la facciata assunse l'aspetto attuale ad opera dell'architetto Carlo Ceppi, con il timpano affrescato da Giacomo Grosso. Risale allo stesso periodo la costruzione dei piloni con i misteri del Rosario lungo la suggestiva via pedonale che collega Valperga al Sacro Monte.
Nel 1960 fu posta nel punto più alto del monte un'imponente statua a San Francesco, opera in bronzo dello scultore Giovanni Vogliazzi di Vercelli, alta 4,50 metri e pesante una tonnellata. Posta sotto la tutela del sistema delle Aree protette della Regione Piemonte, nel 2003 il Comitato per il Patrimonio Mondiale dell'UNESCO ha iscritto Belmonte, con gli altri principali Sacri Monti di Lombardia e Piemonte, nella lista dei patrimoni dell'umanità.

### L'incendio nel 2019
Il 25 marzo 2019 un vasto incendio boschivo di origine dolosa ha messo in serio pericolo il santuario di Belmonte, ha attraversato un'area di 400 ettari, distruggendo una grandissima parte di area protetta della collina. 5 famiglie sono state evacuate per ragioni di sicurezza, poiché l'incendio, complice un forte vento, è sceso fino ai piedi del Sacro Monte durante la notte, proprio a ridosso delle abitazioni. Le alte fiamme, che in alcuni punti hanno addirittura superato la strada che si sperava potesse fungere da tagliafuoco, hanno impegnato più di cento uomini tra Vigili del Fuoco e volontari dell'AIB, che sono riusciti a preservare la struttura, patrimonio dell'UNESCO.
Alcuni focolai minori ancora attivi sono rimasti sotto osservazione e poi spenti nella giornata del 26 marzo.

## Descrizione

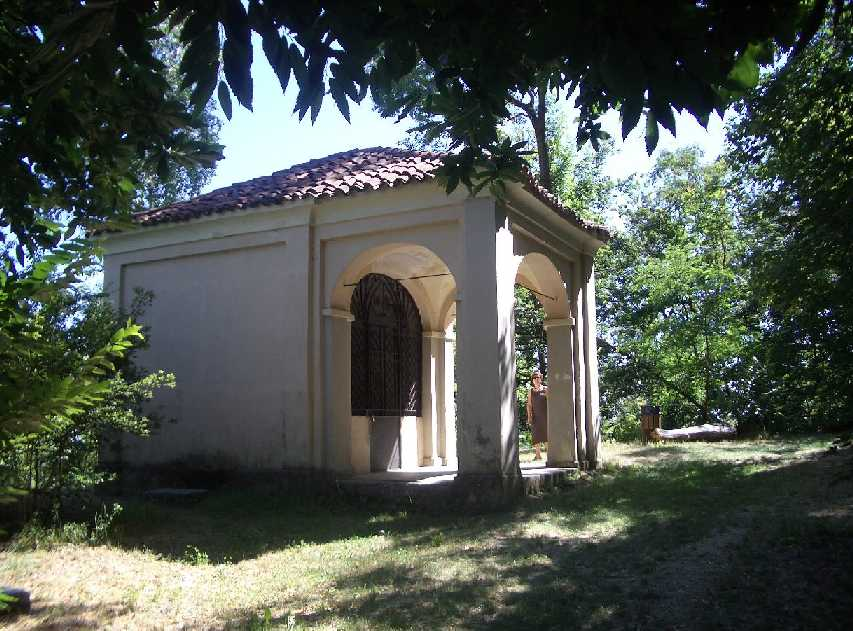
Una delle cappelle della Via Crucis

Al notevole interesse naturalistico, storico e religioso, il sacro monte di Belmonte associa un interesse artistico, benché non raggiunga i vertici di altri Sacri Monti del Piemonte (in primis quello di Varallo).
Le 13 cappelle si sviluppano lungo un cammino circolare sulla sommità del monte, con un percorso ad anello che parte dal santuario e vi fa ritorno. Esse ospitano statue ed affreschi con le scene della Passione di Cristo. I restauri, iniziati nel 1998, hanno riportato alla luce gli affreschi originali e ripristinato le statue, opera dei ceramisti della vicina Castellamonte. Tra gli affreschi si segnala quello dedicato a Gesù inchiodato alla croce, realizzato con tocco leggero e delicato da un pittore di scuola lombarda nel 1711.
Nella chiesa si nota la statua della Madonna in trono, scolpita assieme alla sedia in un unico blocco ligneo e collocata in una nicchia dalla cornice dorata. L'opera, di artista ignoto, venne scolpita in data anteriore al 1600.
Nel timpano della facciata, l'affresco del pittore Giacomo Grosso (uno dei più significativi artisti torinesi tra la fine del XIX e l'inizio del XX secolo) raffigura la Madonna di Belmonte con ai lati, inginocchiati, il re Arduino, san Francesco e altri santi.

## Galleria d'immagini

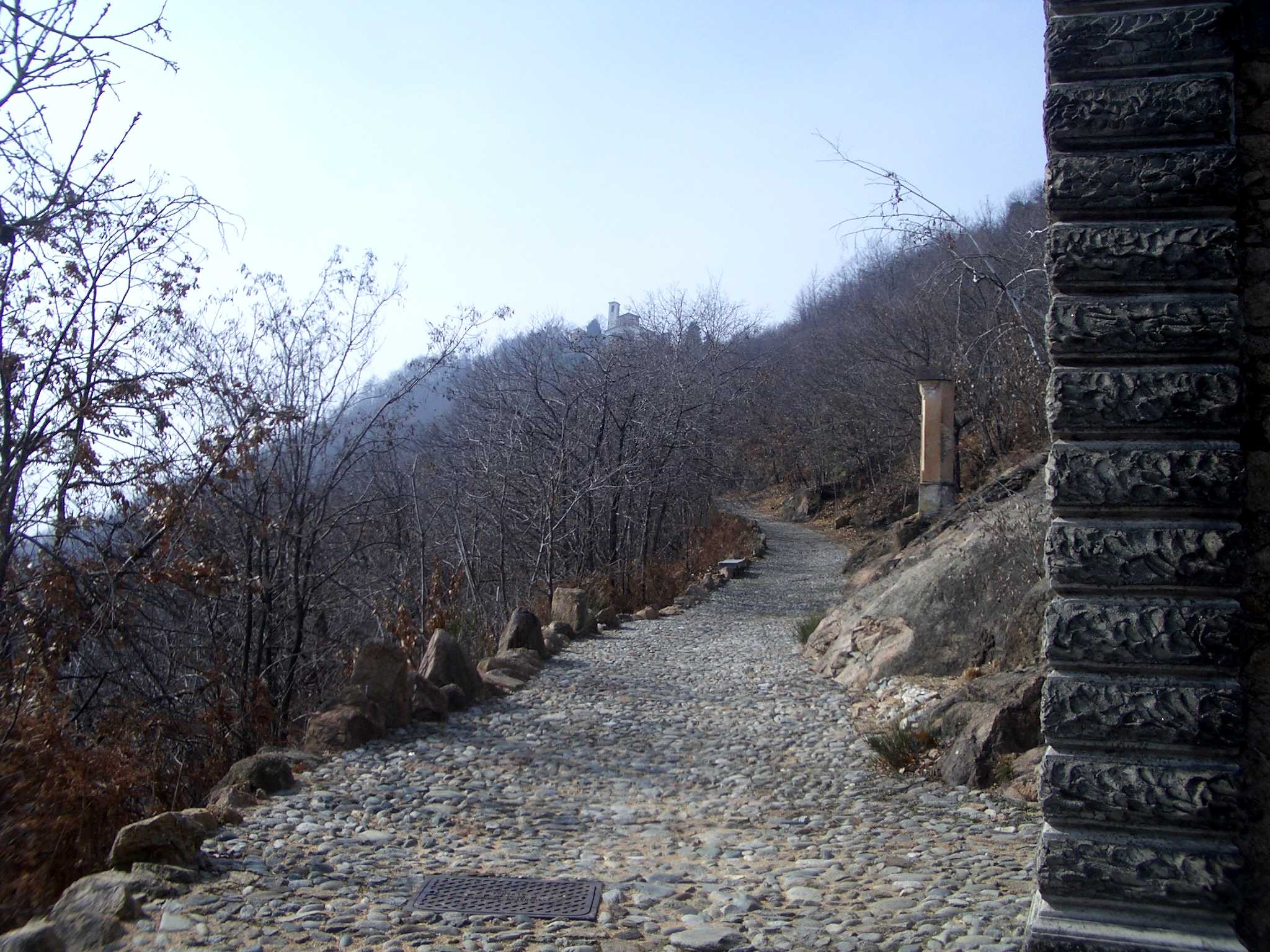
Strada da Valperga al Sacro Monte (piloni con i misteri del Rosario)
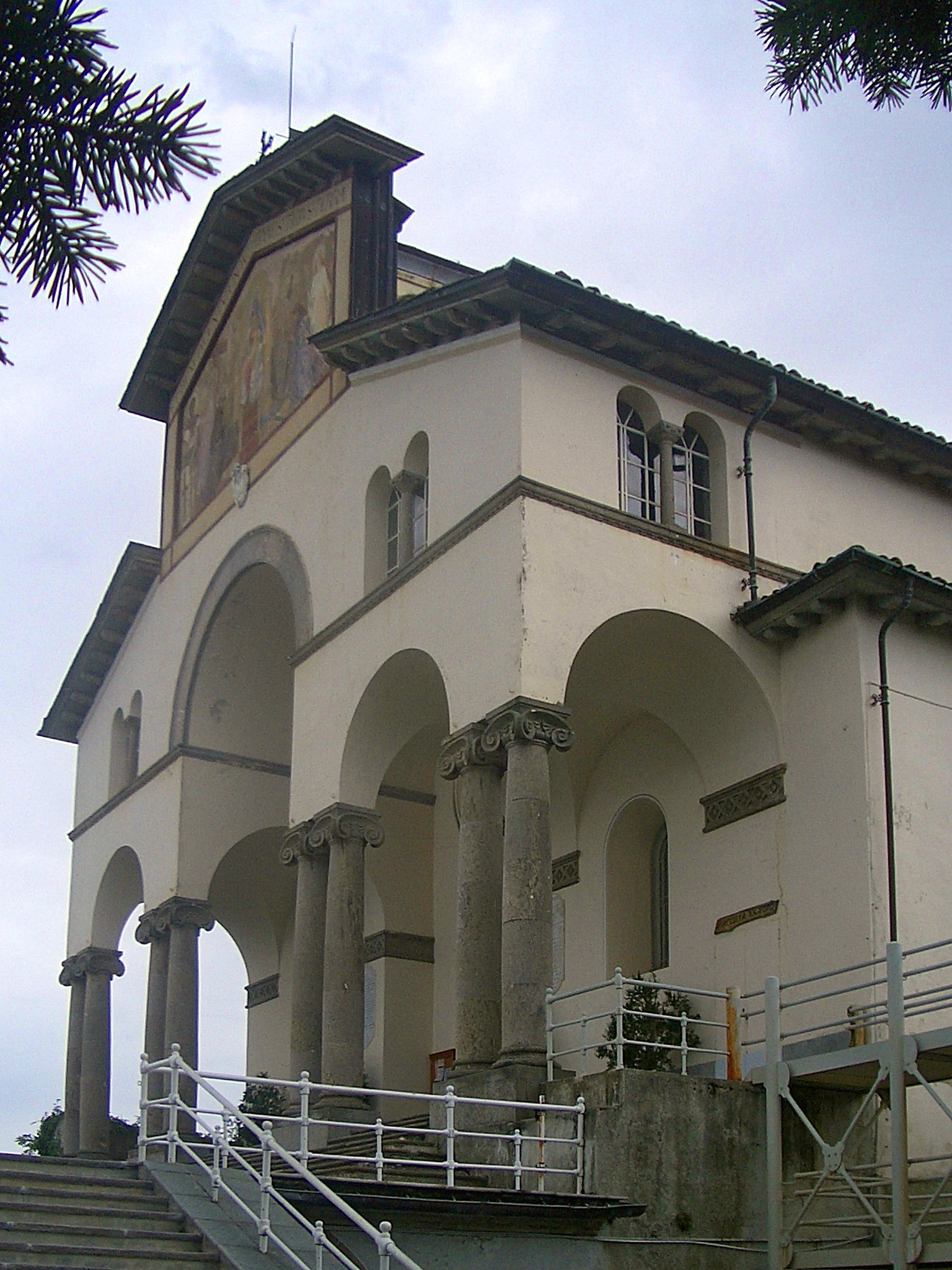
Facciata del Santuario
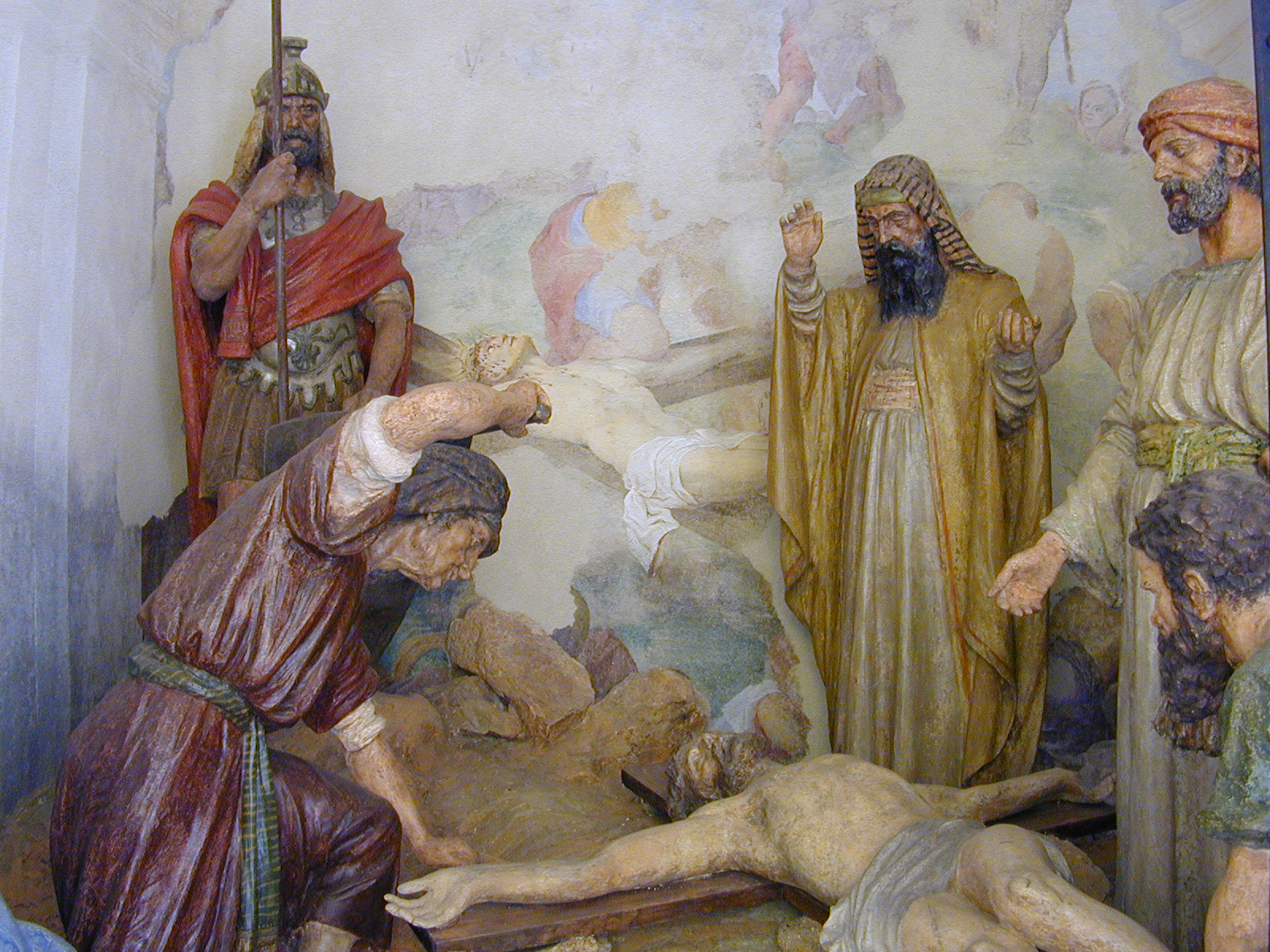
Statue della Cappella di Gesù inchiodato sulla Croce
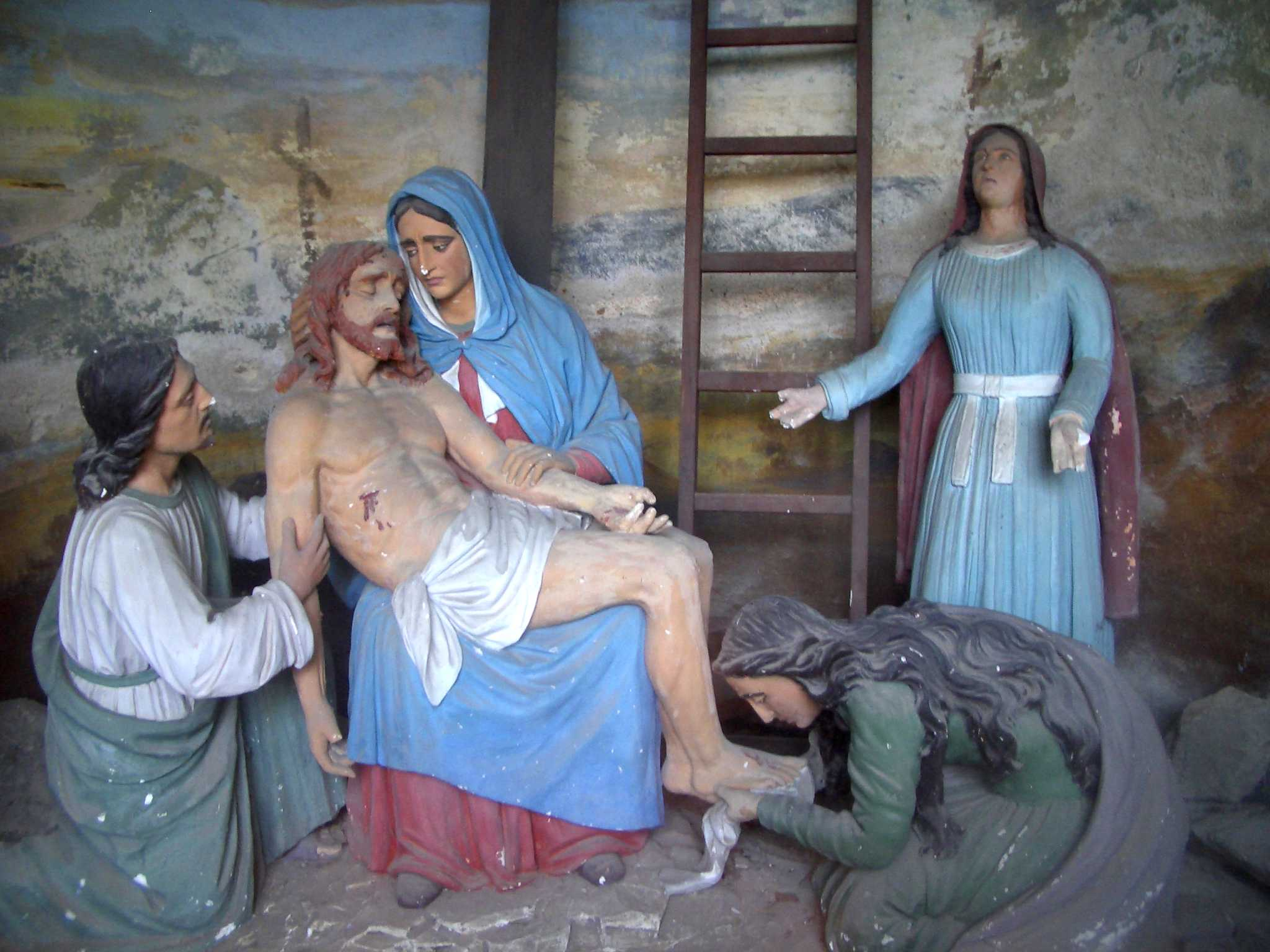
Statue della Cappella della Deposizione dalla Croce